# Pedro Amat
Pour les articles homonymes, voir Amat.
Pedro Amat, né le 13 juillet 1940 à Terrassa, est un joueur espagnol de hockey sur gazon.

## Carrière
Pedro Amat a fait partie de la sélection espagnole de hockey sur gazon médaillée de bronze aux Jeux olympiques d'été de 1960 à Rome.